# Roy J. Glauber
Roy J. Glauber   (Nova York, 1 de setembre de 1925 - Newton, 26 de desembre de 2018) va ser un físic i professor universitari nord-americà guardonat amb el Premi Nobel de Física l'any 2005.

## Biografia
Va néixer l'1 de setembre de 1925 a la ciutat nord-americana de Nova York. Va estudiar física a la Bronx High School fo Science de la ciutat de Nova York, on es llicencià el 1941. El 1949 es va doctorar a la Universitat Harvard, amb la supervisió de Julian Schwinger, on va exercir de professor.

## Recerca científica
Després de llicenciar-se en física l'any 1941 entrà a treballar al Laboratori Nacional de Los Alamos i col·laborà en el projecte Manhattan realitzant càlculs sobre la massa crítica de la bomba atòmica.
Interessat posteriorment en òptica, en els seus estudis, publicats l'any 1963, Roy Glauber va establir les bases de l'òptica quàntica mostrant que la teoria quàntica regeix el camp de l'òptica, establint un model de fotodetecció. Va poder explicar les diferències fonamentals entre fonts càlides de llum, com les bombetes elèctriques amb una barreja de freqüències i fases i els làsers que donen una freqüència i fase concretes.
L'any 2005 fou guardonat amb la meitat del Premi Nobel de Física per la seva contribució a la teoria quàntica de coherència òptica. L'altra meitat del premi el compartiren els físics John L. Hall i Theodor W. Hänsch pel desenvolupament de l'espectroscòpia basada en el làser.